# Marie Antoinette von Lowzow
Marie Antoinette von Lowzow (født Bille-Brahe-Selby 30. august 1899 på Stensgård, Svanninge Sogn, død 7. maj 1985) var en adelig, frimurer, kommandør og politiker for Det Konservative Folkeparti. Hun var folketingsmedlem 1950-1968 og medlem af Københavns Borgerrepræsentation 1950-1954.
Marie Antoinette von Lowzow var datter af lensgreve Hendrik Bille-Brahe-Selby (1870-1938) og Ellen Basse Fønss (1876-1949). Moren var teosof, frimurer og homeopat. Marie Antoinette von Lowzow fik privatundervisning og studerede fysik og kemi på egen hånd. Hun tog faglærereksamen i stenografi og studentereksamenen fra N. Zahles Skole 1919 og filosofikum 1920. Hun studerede efterfølgende ved Polyteknisk Læreanstalt med ambition at blive elektroingenøir. Hun opgav dog planen i forbindelse med at hun blev gift 1923 med kommandør Knud Krieger von Lowzow. Hun blev en engageret frimurer og var leder af den skandinaviske afdeling for logen Det Universelle Co-Frimureri.
Under anden verdenskrig var von Lowzow formand for Danske Kvinders Beredskabs københavnsafdeling (1940-1945). Efter krigen stiftede hun Kvindeligt Marinekorps i 1946 og blev korpschef. Korpsen blev en del af Hjemmeværnet i 1949, og hun blev kommandør i dette (1962-1966). Hun var i en periode også engageret i foreningen Folkevirke.
Politisk var von Lowzow aktiv i Det Konservative Folkeparti og var medlem i både Københavns Borgerrepræsentation (1950-1954) og Folketinget (1950-1968). Landspolitisk beskæftigede hun sig især med udenrigs-, finans- og forsvarspolitiske spørgsmål. Hun var bl.a. medlem af Det Udenrigspolitiske Nævn (1957-1958), dansk FN-delegeret (1957-1958), delegeret i Europarådet (1959-1968) og partiets repræsentant i Natos parlamentariske forsamling. Hun talte bl.a. for et udbygget og effektivt civilforsvar og mente at kvinder skulle indtage en mere betydende rolle i det dansk forsvar.
1967 blev hun, som første kvinde, formand for Det Danske Selskab. Hun blev udnævnt til ridder af Dannebrogordenen 1956 og 1966 til ridder af 1. grad.